# فلیپه ششم
فِلیپه ششم (اسپانیایی: [feˈlipe ˈseɣsto]؛ (به اسپانیایی: Felipe Juan Pablo Alfonso de Todos los Santos de Borbón y Grecia))، (متولد ۳۰ ژانویه ۱۹۶۸) پادشاه اسپانیا، سومین فرزند خوآن کارلوس اول اسپانیا و سوفیا د گرسیا است. فلیپه در شهر مادرید متولد شد.
او دو خواهر بزرگ‌تر، به نام‌های شاهدخت النا و شاهدخت کریستینا نیز دارد. در سال ۲۰۰۴، فیلیپ با روزنامه‌نگار تلویزیونی اخبار لتیسیا اورتیز ازدواج کرد و هم‌اکنون دو دختر به نام‌های لئونور (پیش‌بینی وارث مقدر) و سوفیا دارد. بر اساس قانون اساسی اسپانیا، فلیپه رئیس کشور و فرمانده کل نیروهای مسلح اسپانیا با درجه کاپیتان ژنرال (۵ ستاره) است و همچنین نقش نمایندگی عالی اسپانیا در روابط بین‌الملل را دارد.
شاهزادهٔ آستوریاس به‌عنوان یکی از اعضای تیم قایقرانی اسپانیا، پرچمدار این کشور در بازی‌های المپیک بارسلون در سال ۱۹۹۲ بود. او همچنین دانش آموختهٔ حقوق از دانشگاه مادرید و روابط بین‌الملل از دانشگاه جرج‌تاون واشینگتن است.
وی از تاریخ ۱۹ ژوئن ۲۰۱۴ با کناره‌گیری پدرش از قدرت به تخت پادشاهی جلوس کرد. حکمرانی او با انحلال کرتس خنرالس در سال ۲۰۱۶ (به منظور برگزاری انتخابات جدید)، محکومیت قوی همه‌پرسی استقلال کاتالونیا (۲۰۱۷), دنیاگیری کووید-۱۹ در اسپانیا، و حرکت‌هایی به سوی شفافیت بیشتر در امور سلطنتی نشاندار بوده‌است. برا اساس یک نظرسنجی انجام شده در سال ۲۰۲۰ فلیپه از رضایت نسبتاً بالایی، مخصوصاً در بین اسپانیایی‌های جوانتر، برخوردار است.